# 奧古塔湖
5°42′24″N 6°47′33″E / 5.70667°N 6.79250°E

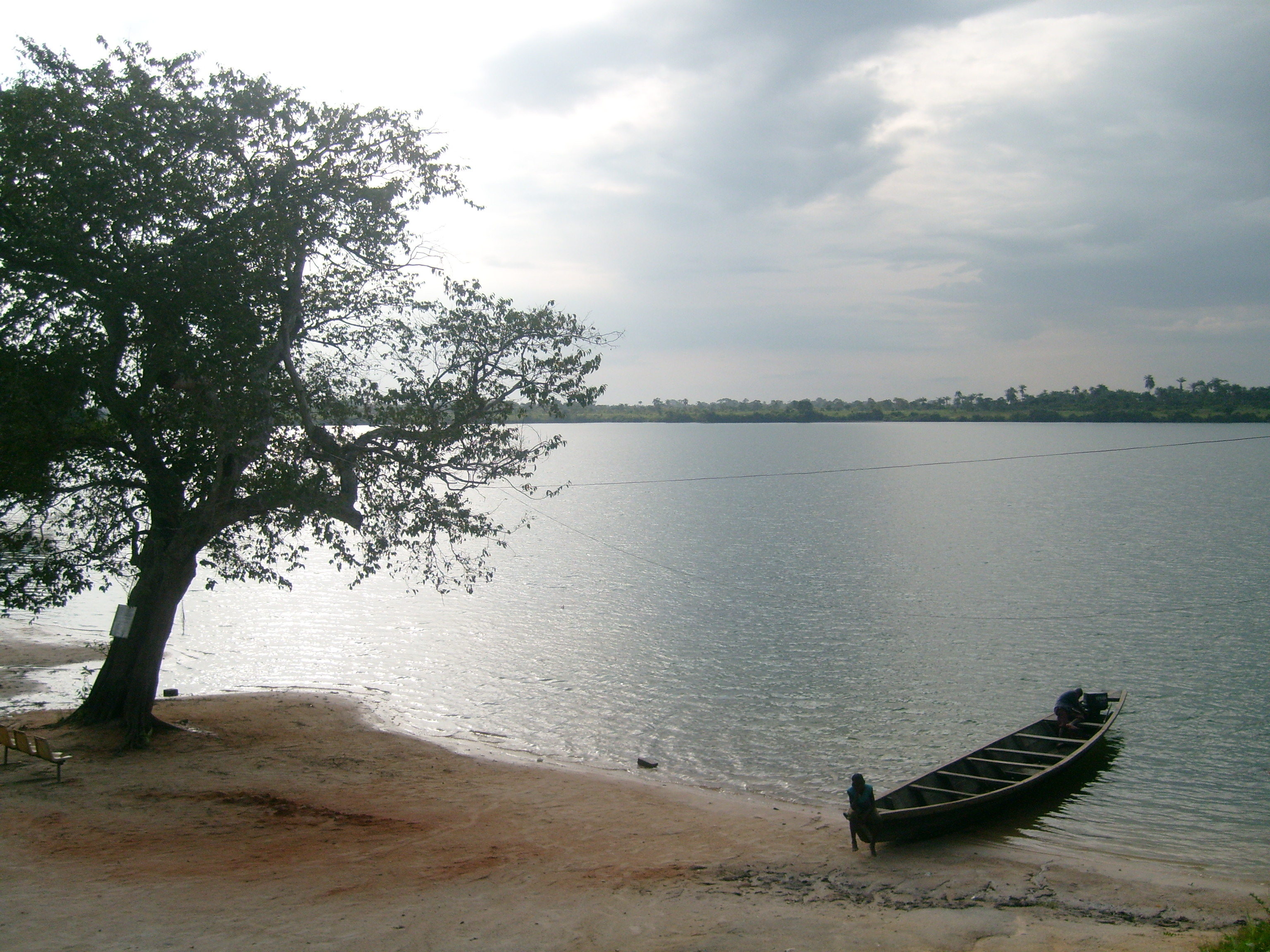

奧古塔湖是尼日利亞的湖泊，位於該國東南部伊莫州，處於首都阿布賈以南400公里，長8公里、寬2.4公里，面積2平方公里，最大水深8米。